# Verbascum aqranse
Verbascum aqranse är en flenörtsväxtart som beskrevs av A.K. Al-bermani och A.H.E. Al-musawi. Verbascum aqranse ingår i släktet kungsljus, och familjen flenörtsväxter. Inga underarter finns listade i Catalogue of Life.